# 강한 자여
〈강한 자여〉(強き者よ 츠요키모노요[*])는 일본 아이돌 그룹 SKE48의 첫 번째 데뷔 싱글이다.

## 발매 배경
SKE48 명의로는 첫 싱글이다. 반다이 비주얼 산하의 인디즈 레이블인 란티스에서 발매됐지만, 당시 동사는 유통을 킹레코드에 위탁하고 있었기 때문에 메이저 취급이 되며, 이것이 메이저 데뷔가 됐다.
AKB48의 인디즈 시대의 두 작품과 마찬가지로 선발 제도가 아닌 팀(팀S)에 의한 선발이 됐다.
캐츠 프레이즈는 “꿈 꾸는 소녀는 강한 사람이 된다”이다.
CD 발매에 앞서서 2009년 7월 5일부터 착신음 버전, 착신음 풀 TV 사이즈 버전(75초)를 레코초쿠에서 공개했다. 싱글 발매 기념으로 각 사이트에서 스페셜 콘텐츠를 기간 한정으로 개설.
CD로의 수록 특전으로 통상판은 멤버의 생사진과 발매 기념 특별 이벤트 참가 응모권, 극장판은 악수회 참가권(SUNSHINE SAKAE, AKB48 극장, 스페셜 이벤트 및 스페셜 라이브의 참가 추첨권이 부록됐다.

## 차트 성적
오리콘 주간 싱글 차트에서는 첫 등장 5위를 기록하고 있다.

## 뮤직 비디오
뮤직비디오는 주부 국제공항 센트레아 화물 지구에서 촬영됐다.

## 미디어에서의 사용
TV 도쿄 계열 애니메이션 《진 마징가 충격! Z편》의 후기 닫는 곡으로 사용된 것외에 같은 TV 도쿄 계열의 《애니송 플러스》의 2009년 8월 닫는 곡으로 사용됐다.

## 수록곡

### 통상판
| #  | 제목                         | 작사            | 작곡        | 편곡 | 재생 시간 |
| -- | ---------------------------- | --------------- | ----------- | ---- | --------- |
| 1. | 〈강한 자여〉 (強き者よ)     | 아키모토 야스시 | 우에다 코지 |      |           |
| 2. | 〈강한 자여 (Instrumental)〉 |                 |             |      |           |

| #  | 제목                                                                                                  | 재생 시간 |
| -- | --- | --------- |
| 1. | 〈제1회 SKE48 vs AKB48 진검승부 배틀〉 (第一回SKE48 vs AKB48ガチンコバトル)                           |           |
| 2. | 〈축 SKE48 CD 데뷔 AKB48 마에다 아츠코 축하 메시지〉 (祝SKE48 CDデビュー AKB48前田敦子お祝いコメント) |           |

### 극장판
| #  | 제목                                                 | 작사            | 작곡        | 편곡  | 가창 팀 | 재생 시간 |
| -- | ---------------------------------------------------- | --------------- | ----------- | ----- | ------- | --------- |
| 1. | 〈강한 자여 (팀S Ver.)〉 (強き者よ (teamS ver.))     | 아키모토 야스시 | 우에다 코지 | 팀S   |         |           |
| 2. | 〈강한 자여 (팀KII Ver.)〉 (強き者よ (teamKII ver.)) | 아키모토 야스시 | 우에다 코지 | 팀KII |         |           |
| 3. | 〈강한 자여 (Instrumental)〉                         |                 |             |       |         |           |

| #  | 제목                                             | 재생 시간 |
| -- | ------------------------------------------------ | --------- |
| 1. | 〈강한 자여 (뮤직비디오)〉 (『強き者よ』PV)      |           |
| 2. | 〈강한 자여 (메이킹 필름)〉 (Making of 強き者よ) |           |

## 선발 멤버
- 오야 마사나, 오노 하루카, 쿠와바라 미즈키, 신카이 리나, 타카이 츠키나, 타카다 시오리, 데구치 아키, 나카니시 유카, 히라타 리카코, 히라마츠 카나코, 마츠이 주리나, 마츠이 레나, 마츠시타 유이, 모리 사유키, 야가미 쿠미, 야마시타 모에

PV는 위의 16명으로 녹화했지만, 타이틀 곡의 가창은 오야 마사나, 쿠와바라 미즈키, 타카다 시오리, 데구치 아키, 나카니시 유카, 히라타 리카코, 히라마츠 카나코, 마츠이 주리나, 마츠이 레나, 야가미 쿠미의 11명으로 녹화됐다.

### 내용주
1. ↑  전자가 후자를 자본 제휴에 의한 자본 수익을 따르는 것. 다만, 당시에는 일본레코드협회으로 양쪽 회사 모두 찬조 회원조차 연명하지 않았다.

### 참조주
1. ↑  “SKE48「真マジンガー」テーマソングでメジャーデビュー” [SKE48 “진 마징가” 테마송으로 메이저 데뷔]. 나탈리. 2009년 6월 8일. 2013년 1월 20일에 확인함.
2. ↑  “強き者よ”. 《Oricon Style》 (일본어). Oricon. 2015년 1월 10일에 확인함.
3. ↑  “秋元康プロデュース　名古屋・栄発アイドルグループ“SKE48” CDデビューシングル「強き者よ」 オリコンシングル週間ランキング(8月17日付)第5位にランクイン！” [아키모토 야스시 프로듀스, 나고야 사카에의 아이돌 그룹 SKE48 CD 데뷔 싱글 ‘강한 자여’ 오리콘 싱글 주간 차트(8월 17일자) 제5위로 차트인!] (일본어). 주식회사 피타고라스 프로모션 SKE48 운영 사무국 (atpress). 2009년 8월 17일. 2013년 11월 25일에 확인함.
4. ↑  “SKE48『強き者よ』デビュー記念イベントin HMV渋谷” [SKE48 ‘강한 자여’ 데뷔 기념 이벤트 in HMV 시부야] (일본어). 스크램블 에그. 2009년 8월 13일. 2013년 1월 20일에 확인함.

## 참고 문헌
- 《SKE48『強き者よ＜通常盤＞』のブックレット》 [SKE48 「강한 자여 (통상판)」의 부클릿]. 란티스. 2009.
- 《SKE48『強き者よ＜劇場盤＞』のブックレット》 [SKE48 「강한 자여 (극장판)」의 부클릿]. 란티스. 2009.